# イギリス南アフリカ会社
イギリス南アフリカ会社（イギリスみなみアフリカがいしゃ、英語: British South Africa Company, 略称：BSAC）は、南部アフリカ地域の貿易を目的に設立されたイギリスの国策会社。

## 歴史
イギリス東インド会社をモデルとし、イギリスの政治家セシル・ローズによって中央探求協会 (Central Search Association) と探検会社 (Exploring Company Ltd) の合併によって勅許状を受け1889年に設立。ローズはアフリカ分割の一部として、南部アフリカから中央アフリカ地域の植民地経営と経済的搾取を進めることを目的とした。会社は1894年には南東アフリカ地域の広大な土地を傘下におさめ、セシル・ローズの名にちなんで、「ローデシア」植民地と命名した。
1899年、セシルは自らの手によるマショナランド鉄道とローデシア鉄道を併せてローデシア鉄道トラストを組成した。イギリス南アフリカ会社はトラスト株式の約85％を所有した。このトラストはすべての鉱山利権を下付する当局でもあった。
1964年には鉱山採掘権をザンビアに譲渡せざるを得ず、その翌年、イギリス南アフリカ会社は中央鉱業投資会社 (Central Mining & Investment Corporation Ltd) 及び連結鉱業選択会社 (Consolidated Mines Selection Company Ltd) と合併し、アングロ・アメリカン社 (Anglo American plc) がその約1/3の株式を所有するチャーター・コンソリデイテッド社 (Charter Consolidated Ltd) となった。